# O Homem Invisível
O Homem Invisível (The Invisible Man no original em inglês) é um romance de ficção científica de H. G. Wells publicada originalmente em capítulos na revista semanal de Pearson em 1897 e lançada como um romance no mesmo ano. O homem invisível do título é Griffin, um cientista que dedicou-se à pesquisa em sistemas óticos e inventa uma maneira de mudar o índice de refração de um corpo para que ele não absorva nem reflita a luz e, assim, torna-se invisível. Ele realiza com sucesso este procedimento em si mesmo, mas falha em sua tentativa de reverter isso.
O livro acabaria recebendo diversas adaptações para o cinema, mais notavelmente um filme de 1933 estrelado por Claude Rains que receberia várias sequencias.